# Argostemma fragile
Argostemma fragile är en måreväxtart som beskrevs av Geddes. Argostemma fragile ingår i släktet Argostemma och familjen måreväxter. Inga underarter finns listade i Catalogue of Life.